# 9823 Annantalová
9823 Annantalová là một tiểu hành tinh vành đai chính với chu kỳ quỹ đạo là 1342.5781274 ngày (3.68 năm).
Nó được phát hiện ngày 26 tháng 3 năm 1971.